# Jakob (film)
Jakob er en dansk kortfilm fra 1979 instrueret af Stina Fernström og Freddy Tornberg.

## Handling
Filmen iagttager, hvordan en mor og hendes døve barn kommunikerer med hinanden i blandt andet lege- og spisesituationer. Moderen fortæller om sine oplevelser med barnet, om den udvikling, det har gennemløbet og om omverdenens reaktion på handicappet.